# Кенга (персонаж)
Кенга (англ. Kanga) — персонаж книг Алана Милна «Винни-Пух» (1926) и «Дом на Пу́ховой опушке» (1928). Самка кенгуру, мать Крошки Ру, в английском варианте книг Милна — единственный персонаж женского пола.

## Происхождение

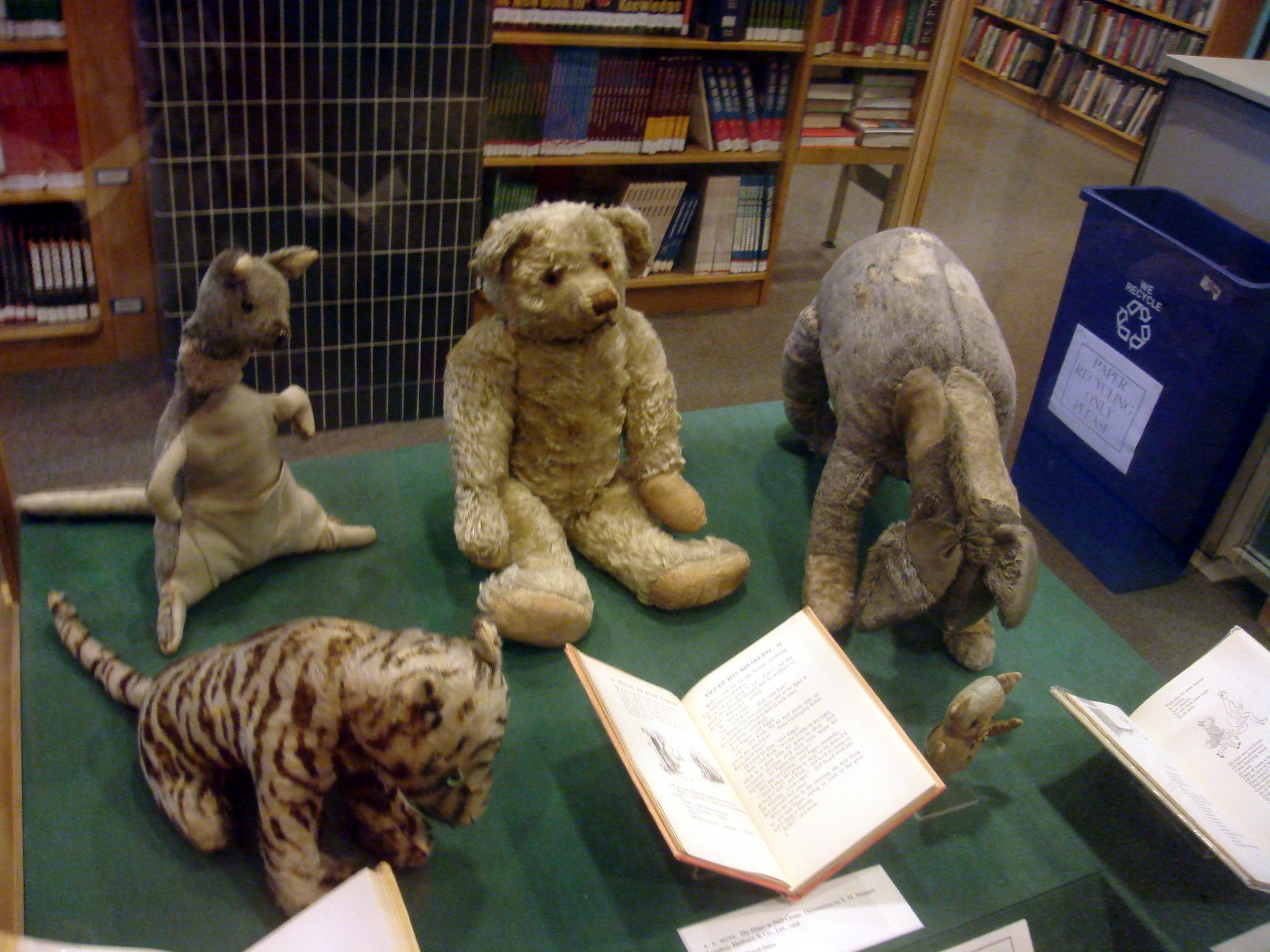
Подлинные игрушки Кристофера Робина: (с левого нижнего угла против часовой стрелки) Тигра, Кенга, Пух, Иа-Иа и Пятачок. Нью-Йоркская публичная библиотека

Подобно многим другим героям книг о Винни-Пухе, персонаж связан с мягкой игрушкой, которая была подарена сыну Милна, Кристоферу Робину, в раннем детстве. При этом сам Милн отмечает, что после появления у сына медведя (будущего Винни-Пуха), ослика (Иа-Иа) и поросёнка (Пятачка), подаренных в разное время разными людьми, тигр (Тигра) и кенгуру были приобретены уже не только с целью доставить радость ребёнку, но и из-за их «литературных возможностей».

## Характер
Во взаимодействии с другими персонажами Кенга занимает роль матери: её проблемы, в отличие от многомудрого Филина, чисто практические, так, она укоряет Филина за непорядок в его доме. В своей полной вовлечённости в семейные дела, столь отличающей её от Кролика, она зачастую заходит очень далеко, применяя — единственные в книгах — наказания: купает Ру в холодной воде, предупреждая, чтобы он не стал «маленьким и слабым, как Пятачок», моет ему рот с мылом и даёт противное лекарство — недаром Кристофер Робин считает её одним из «самых яростных зверей». Пятачок подтверждает: «если у одного из яростных зверей отнять ребёнка, то он станет вдвойне яростным».
Кенга и Ру — единственная пара зверей одного вида в книге, близкое родство подчёркнуто и сочетанием их имён. Материнский инстинкт, выражающийся в желании Кенги всегда держать Ру близко к себе, в кармане, проявляется и в готовности Кенги взять под опеку новоприбывшего Тигру.